# Katalogizace
Katalogizace je popis dokumentů tak, aby se v nich vyznal nějaký další informační pracovník nebo uživatel. Podle toho, jakým způsobem se katalogizuje, můžeme katalogizaci dělit na jmennou a věcnou.

## Jmenná katalogizace
Jmenná katalogizace se zabývá zejména formálními znaky daného dokumentu. Knihovníci využívají tzv. identifikační analýzu, která spočívá v tom, že se katalogizující knihovník snaží vyčíst informace přímo z dokumentu. Při jmenné katalogizaci se doporučuje využívat tzv. preferované prameny popisu.

### Preferované prameny popisu
Preferovanými prameny popisu jsou, v tomto pořadí:
1. Titulní stránka
2. Obálka
3. Hlavička
4. Rub titulní stránky
5. Tiráž